# Alliopsis rambolitensis
Alliopsis rambolitensis är en tvåvingeart som först beskrevs av Villeneuve 1922.  Alliopsis rambolitensis ingår i släktet Alliopsis och familjen blomsterflugor.
Artens utbredningsområde är Frankrike. Inga underarter finns listade i Catalogue of Life.